# Eleccions municipals a Pamplona
Els resultats de les eleccions municipals a Pamplona des de 1979 ha estat

## Eleccions de 1979
| Eleccions 1979                                                                            | Partit                    | %     | Regidors | +/- |
| ----------------------------------------------------------------------------------------- | ------------------------- | ----- | -------- | --- |
| 179.721 hab. amb dret a vot (27 regidors) Tot. votants: Abstenció: Vots Blanc: Vots Nuls: | Unió de Centre Democràtic | 23,92 | 8        |     |
| 179.721 hab. amb dret a vot (27 regidors) Tot. votants: Abstenció: Vots Blanc: Vots Nuls: | Herri Batasuna            | 22,89 | 7        |     |
| 179.721 hab. amb dret a vot (27 regidors) Tot. votants: Abstenció: Vots Blanc: Vots Nuls: | PSOE                      | 17,16 | 5        |     |
| 179.721 hab. amb dret a vot (27 regidors) Tot. votants: Abstenció: Vots Blanc: Vots Nuls: | Unió del Poble Navarrès   | 15,10 | 5        |     |
| 179.721 hab. amb dret a vot (27 regidors) Tot. votants: Abstenció: Vots Blanc: Vots Nuls: | Partit Nacionalista Basc  | 6,20  | 2        |     |

Alcalde: Julián Balduz Calvo (PSOE)
A les eleccions de 1979, UCD, partit del president Adolfo Suárez González, fou el més votat, aconseguint 8 regidors. El segon lloc l'obtingué Herri Batasuna, amb 7. Després, com a tercera força amb 5, el PSOE. Després d'aquest partit, UPN 5 i finalment PNB 2.
Els socialistes van arribar a l'alcadia gràcies als vots i suports rebuts d'HB i del PNB, després d'una complicada situació en negar-se el PSOE a fer costat al candidat a l'alcaldia de'HB Patxi Zabaleta. Aquest grup va donar la sorpresa en la nit electoral en quedar a menys de 1.000 vots del partit UCD. Balduz es va convertir en l'alcalde de Pamplona més jove (va pujar a l'alcaldia amb 36 anys), amb els vots del seu partit, amb els de HB i PNB.

## Eleccions de 1983
| Eleccions 1983                                                                            | Partit                   | %     | Regidors | +/- |
| ----------------------------------------------------------------------------------------- | ------------------------ | ----- | -------- | --- |
| 183.927 hab. amb dret a vot (27 regidors) Tot. votants: Abstenció: Vots Blanc: Vots Nuls: | PSN-PSOE                 | 35,18 | 11       | + 6 |
| 183.927 hab. amb dret a vot (27 regidors) Tot. votants: Abstenció: Vots Blanc: Vots Nuls: | UPN                      | 22,75 | 7        | + 2 |
| 183.927 hab. amb dret a vot (27 regidors) Tot. votants: Abstenció: Vots Blanc: Vots Nuls: | Herri Batasuna           | 14,12 | 4        | - 3 |
| 183.927 hab. amb dret a vot (27 regidors) Tot. votants: Abstenció: Vots Blanc: Vots Nuls: | AP-PDP-UL                | 13,64 | 4        | + 4 |
| 183.927 hab. amb dret a vot (27 regidors) Tot. votants: Abstenció: Vots Blanc: Vots Nuls: | Partit Nacionalista Basc | 6,23  | 1        | - 1 |

Alcalde: Julián Balduz Calvo (PSOE)
En 1983, va ser reelegit com a alcalde Julián Balduz, ara ja pel PSN-PSOE, doncs en aquest any el Partit Socialista de Navarra obté autonomia dins del PSOE.
Abans de configurar-se el segon Consistori de Balduz es produí una anècdota. En les negociacions prèvies, segons recullen els periòdics de l'època, UPN i AP, que sumaven 11 regidors, van arribar a suggerir a l'únic edil del PNB, Julio Oteiza, que li donarien l'Alcaldia, per tal que no sortís el PSN-PSOE. Però depenia que HB el recolzés, i no seria així. Llavors, UPN (7) i AP (4) van votar al candidat de UPN, Juan Cruz Alli, i PSN (amb 11) i HB (amb 4), es van votar a si mateixos, mentre que el PNB (1) ho va fer en blanc. En haver-hi empat a 11, va repetir Julián Balduz Calvo (PSN), per ser la llista més votada.

## Eleccions de 1987
| Eleccions 1987                                                                            | Partit                      | % | regidors | +/- |
| ----------------------------------------------------------------------------------------- | --------------------------- | - | -------- | --- |
| 188.716 hab. amb dret a vot (27 regidors) Tot. votants: Abstenció: Vots Blanc: Vots Nuls: | Unió del Poble Navarrès     |   | 7        | =   |
| 188.716 hab. amb dret a vot (27 regidors) Tot. votants: Abstenció: Vots Blanc: Vots Nuls: | PSN-PSOE                    |   | 7        | - 4 |
| 188.716 hab. amb dret a vot (27 regidors) Tot. votants: Abstenció: Vots Blanc: Vots Nuls: | Herri Batasuna              |   | 6        | + 2 |
| 188.716 hab. amb dret a vot (27 regidors) Tot. votants: Abstenció: Vots Blanc: Vots Nuls: | Centro Democrático y Social |   | 3        | + 3 |
| 188.716 hab. amb dret a vot (27 regidors) Tot. votants: Abstenció: Vots Blanc: Vots Nuls: | Eusko Alkartasuna           |   | 2        | + 2 |
| 188.716 hab. amb dret a vot (27 regidors) Tot. votants: Abstenció: Vots Blanc: Vots Nuls: | Alianza Popular             |   | 1        | - 3 |
| 188.716 hab. amb dret a vot (27 regidors) Tot. votants: Abstenció: Vots Blanc: Vots Nuls: | Unió Demòcrata Foral        |   | 1        | + 1 |

Alcalde: Javier Chourraut Burguete (UPN)
En les eleccions de 1987, va haver-hi un empat en el nombre de regidors entre els dos primers grups municipals: UPN, encara sense unir-se a AP (actual PP), i el PSN-PSOE.
En la sessió d'investidura, UPN només va aconseguir el suport dels seus 7 regidors; ja que ni tan sols els van recolzar ni el regidor de AP ni de UDF (Unió Demòcrata Foral), que es van abstenir. Els 7 del PSN-PSOE, els altres 6 de HB, CDS (3) i EA (2), van votar als seus propis cap de llista.
Havent-hi empat en la investidura entre PSN i UPN, el candidat regionalista de UPN, Javier Chourraut, va sortir escollit alcalde a ser de la llista més votada en el consistori. (UPN va aconseguir 150 vots més que els socialistes). AP va patir un daltabaix en aquestes eleccions passant un percentatge molt alt dels seus vots a UPN i a l'aparició de noves forces polítiques com CDS i UDF.

## Eleccions de 1991
| Eleccions 1991                                                                             | Partit                    | % | Regidors | +/- |
| ------------------------------------------------------------------------------------------ | ------------------------- | - | -------- | --- |
| 191.197 hab. amb dret a vot (27 regidors) Tot. votantes: Abstenció: Vots Blanc: Vots Nuls: | UPN-PP                    |   | 13       | + 6 |
| 191.197 hab. amb dret a vot (27 regidors) Tot. votantes: Abstenció: Vots Blanc: Vots Nuls: | PSN-PSOE                  |   | 8        | + 1 |
| 191.197 hab. amb dret a vot (27 regidors) Tot. votantes: Abstenció: Vots Blanc: Vots Nuls: | Herri Batasuna            |   | 4        | - 2 |
| 191.197 hab. amb dret a vot (27 regidors) Tot. votantes: Abstenció: Vots Blanc: Vots Nuls: | Eusko Alkartasuna         |   | 1        | - 1 |
| 191.197 hab. amb dret a vot (27 regidors) Tot. votantes: Abstenció: Vots Blanc: Vots Nuls: | Esquerra Unida de Navarra |   | 1        |     |

Alcalde: Alfredo Jaime Irujo (UPN-PP)
En 1991, UPN i PP signen un pacte que duraria fins a l'any 2008 en el qual el PP s'integrà en UPN i així anirien en l'única llista de la dreta navarresa i concorrerien conjuntament en les eleccions.
En la sessió d'investidura, tots els grups polítics van votar al seu cap de llista, excepte Javier Ayesa, l'edil d'EA, que va votar en blanc. Alfredo Jaime va sortir escollit alcalde amb els 13 vots a favor, governant en minoria.

## Eleccions de 1995
| Eleccions 1995                                                                          | Partit         | % | Regidors | +/- |
| --------------------------------------------------------------------------------------- | -------------- | - | -------- | --- |
| 166.106 hab. amb dret vot (27 regidors) Tot. votants: Abstenció: Vots Blanc: Vots Nuls: | UPN-PP         |   | 10       | - 3 |
| 166.106 hab. amb dret vot (27 regidors) Tot. votants: Abstenció: Vots Blanc: Vots Nuls: | CDN            |   | 6        | + 6 |
| 166.106 hab. amb dret vot (27 regidors) Tot. votants: Abstenció: Vots Blanc: Vots Nuls: | PSN-PSOE       |   | 5        | - 3 |
| 166.106 hab. amb dret vot (27 regidors) Tot. votants: Abstenció: Vots Blanc: Vots Nuls: | IUN-NEB        |   | 3        | + 2 |
| 166.106 hab. amb dret vot (27 regidors) Tot. votants: Abstenció: Vots Blanc: Vots Nuls: | Herri Batasuna |   | 3        | - 1 |

Alcalde: Javier Chourraut Burguete (CDN)
Un exemple de pacte de progrés, entre tres forces dispars com CDN (6), PSN (5) i IU-EB (3), fou l'esdevingut entre 1995-1999. Javier Chourraut, ja dins de CDN, va encapçalar el govern tripartit, amb un discurs d'investidura en el que anunciava que seria "l'alcalde de tots els pamplonesos, per sobre de diferències i particularismes polítics". En la votació, CDN va aconseguir la majoria absoluta amb 14 vots, mentre que UPN (que encapçalava Santiago Cervera) es va quedar amb 9, perquè un dels seus edils va votar en blanc. HB (3) va abandonar el Ple abans de prendre possessió.
Al Parlament de Navarra va ocórrer el mateix. La unió d'un pacte tripartit entre PSN (11), CDN (10) i EA (2), van donar la presidència navarresa al candidat socialista Javier Otano. IU s'abstingué en la votació i no va voler prendre part del pacte de govern progressista d'esquerres.

## Eleccions de 1999
| Eleccions 1999                                                                            | Partit             | % | Regidors | +/- |
| ----------------------------------------------------------------------------------------- | ------------------ | - | -------- | --- |
| 189.087 hab. amb dret a vot (27 regidors) Tot. votants: Abstenció: Vots Blanc: Vots Nuls: | UPN-PP             |   | 12       | +2  |
| 189.087 hab. amb dret a vot (27 regidors) Tot. votants: Abstenció: Vots Blanc: Vots Nuls: | Euskal Herritarrok |   | 6        | +3  |
| 189.087 hab. amb dret a vot (27 regidors) Tot. votants: Abstenció: Vots Blanc: Vots Nuls: | PNS-PSOE           |   | 4        | -1  |
| 189.087 hab. amb dret a vot (27 regidors) Tot. votants: Abstenció: Vots Blanc: Vots Nuls: | CDN                |   | 3        | -3  |
| 189.087 hab. amb dret a vot (27 regidors) Tot. votants: Abstenció: Vots Blanc: Vots Nuls: | IUN-NEB            |   | 2        | -1  |

Alcaldessa: Yolanda Barcina Angulo (UPN-PP)
Va sortir escollida alcaldessa sense majoria absoluta Yolanda Barcina Angulo UPN) en la seva primera investidura, amb 12 vots, encara que els quatre edils del PSN van votar en blanc, la qual cosa va derivar després en acords entre ambdues formacions (Pressupostos), o que la presidència de la Mancomunitat fora per a Javier Iturbe (PSN). CDN (3 edils) va votar al seu candidat, Javier Chourraut, i Euskal Herritarrok (6) al seu, Patxi Zabaleta. En la següent legislatura, UPN va buscar el suport de CDN.

## Eleccions de 2003
| Eleccions 2003 | Partit            | %     | Regidors | +/- |
| --- | ----------------- | ----- | -------- | --- |
| 191.576 hab. amb dret a vot (27 regidors) Tot. votants: 103.622 Abstenció: 50.292 Vots Blanc: 2.137 Vots Nuls: 5.879 | UPN-PP            | 42,33 | 13       | + 1 |
| 191.576 hab. amb dret a vot (27 regidors) Tot. votants: 103.622 Abstenció: 50.292 Vots Blanc: 2.137 Vots Nuls: 5.879 | PSN-PSOE          | 16,77 | 5        | + 1 |
| 191.576 hab. amb dret a vot (27 regidors) Tot. votants: 103.622 Abstenció: 50.292 Vots Blanc: 2.137 Vots Nuls: 5.879 | IUN-ENB           | 10,61 | 3        | + 1 |
| 191.576 hab. amb dret a vot (27 regidors) Tot. votants: 103.622 Abstenció: 50.292 Vots Blanc: 2.137 Vots Nuls: 5.879 | Aralar / Batzarre | 9,65  | 2        | + 2 |
| 191.576 hab. amb dret a vot (27 regidors) Tot. votants: 103.622 Abstenció: 50.292 Vots Blanc: 2.137 Vots Nuls: 5.879 | Eusko Alkartasuna | 7,42  | 2        | + 2 |
| 191.576 hab. amb dret a vot (27 regidors) Tot. votants: 103.622 Abstenció: 50.292 Vots Blanc: 2.137 Vots Nuls: 5.879 | CDN               | 6,87  | 2        | - 1 |

Alcaldessa: Yolanda Barcina Angulo (UPN-PP)
UPN puja 1 regidor i obté 13 dels 27 regidors, sent de nou la primera força política. El PSOE, segona força, aconsegueix 5 regidors, IU 3, EA-PNB (en la mateixa llista, però els regidors d'EA) 2, Aralar 2 i CDN 2. Un pacte entre UPN i CDN dona de nou l'alcaldia a la regionalista Yolanda Barcina (UPN).
La candidatura Iruñea Berria va ser anul·lada, per ser considerada pels tribunals relacionada amb Batasuna.

## Eleccions de 2007
| Eleccions 2007 | Partit                    | %     | Regidors | +/- |
| --- | ------------------------- | ----- | -------- | --- |
| 194.894 h. amb dret a vot (27 regidors) Tot. votants: 109.253 Abstenció: 42.535 (21,82%) Vots Blanc: 1.081 Vots Nuls: 421 | UPN-PP                    | 42,86 | 13       | =   |
| 194.894 h. amb dret a vot (27 regidors) Tot. votants: 109.253 Abstenció: 42.535 (21,82%) Vots Blanc: 1.081 Vots Nuls: 421 | Nafarroa Bai              | 26,26 | 8        | + 4 |
| 194.894 h. amb dret a vot (27 regidors) Tot. votants: 109.253 Abstenció: 42.535 (21,82%) Vots Blanc: 1.081 Vots Nuls: 421 | PSN-PSOE                  | 15,23 | 4        | - 1 |
| 194.894 h. amb dret a vot (27 regidors) Tot. votants: 109.253 Abstenció: 42.535 (21,82%) Vots Blanc: 1.081 Vots Nuls: 421 | Acció Nacionalista Basca  | 6,06  | 2        |     |
| 194.894 h. amb dret a vot (27 regidors) Tot. votants: 109.253 Abstenció: 42.535 (21,82%) Vots Blanc: 1.081 Vots Nuls: 421 | Esquerra Unida de Navarra | 3,25  | 0        | - 3 |
| 194.894 h. amb dret a vot (27 regidors) Tot. votants: 109.253 Abstenció: 42.535 (21,82%) Vots Blanc: 1.081 Vots Nuls: 421 | CDN                       | 3,23  | 0        | - 2 |

Alcaldessa: Yolanda Barcina Angulo (UPN-PP)
UPN manté els 13 regidors que tenia en les anteriors eleccions. Nafarroa Bai (Na-Bai), en les seves primeres eleccions municipals, aconsegueix ser la segona força a l'ajuntament, amb 8 regidors. PSOE baixa a 4 regidors, i l'històric partit ANV (que va tornar a les urnes en representació de l'esquerra abertzale) aconsegueix 2 regidors. CDN i IUN-NEB es queden sense representació a l'ajuntament. UPN no aconsegueix la majoria absoluta i, com en aquestes eleccions CDN no va obtenir cap regidor, PSN-PSOE era la clau per constituir a l'ajuntament de Pamplona una alternativa a UPN. Finalment, els socialistes es van abstenir després de negar-se el PSOE a recolzar Uxue Barkos (NaBai) per a no coincidir en el vot amb ANV, i van deixar governar UPN en minoria, sent alcaldessa, per tercera vegada consecutiva, Yolanda Barcina (UPN).
En 2008 es produí la ruptura en la coalició governant. Després dels sanfermines de 2009 una regidora, que anava en las llistes d'Unió del Poble Navarrès, abandonó UPN i s'integrà en el PP.

## Eleccions de 2011
| Eleccions 2011 | Partit                          | %      | Regidors | +/- |
| --- | ------------------------------- | ------ | -------- | --- |
| amb dret a vot (27 regidors) Tot. votants: 97.064 (66,92%) Abstenció: 47.978 (33,08%) Vots Blanc: 1.997 (2,08%) Vots Nuls: 893 (0,92%) | Unió del Poble Navarrès (UPN)   | 35,80% | 11       | - 2 |
| amb dret a vot (27 regidors) Tot. votants: 97.064 (66,92%) Abstenció: 47.978 (33,08%) Vots Blanc: 1.997 (2,08%) Vots Nuls: 893 (0,92%) | Nafarroa Bai 2011 (Na-Bai 2011) | 22,58% | 7        | - 1 |
| amb dret a vot (27 regidors) Tot. votants: 97.064 (66,92%) Abstenció: 47.978 (33,08%) Vots Blanc: 1.997 (2,08%) Vots Nuls: 893 (0,92%) | PSN-PSOE                        | 11,72% | 3        | - 1 |
| amb dret a vot (27 regidors) Tot. votants: 97.064 (66,92%) Abstenció: 47.978 (33,08%) Vots Blanc: 1.997 (2,08%) Vots Nuls: 893 (0,92%) | Bildu                           | 10,88% | 3        | +3  |
| amb dret a vot (27 regidors) Tot. votants: 97.064 (66,92%) Abstenció: 47.978 (33,08%) Vots Blanc: 1.997 (2,08%) Vots Nuls: 893 (0,92%) | Partit Popular (PP)             | 6,72%  | 2        | + 2 |
| amb dret a vot (27 regidors) Tot. votants: 97.064 (66,92%) Abstenció: 47.978 (33,08%) Vots Blanc: 1.997 (2,08%) Vots Nuls: 893 (0,92%) | Izquierda-Ezkerra (N)           | 5,31%  | 1        | + 1 |